# جون إيتون (لاعب كريكت)
جون إيتون (19 يونيو 1902 - 31 ديسمبر 1972 في المملكة المتحدة)  (بالإنجليزية: John Eaton)‏ هو لاعب كريكت بريطاني (وحمل سابقاً جنسية المملكة المتحدة لبريطانيا العظمى وأيرلندا).